# Риккардианская библиотека

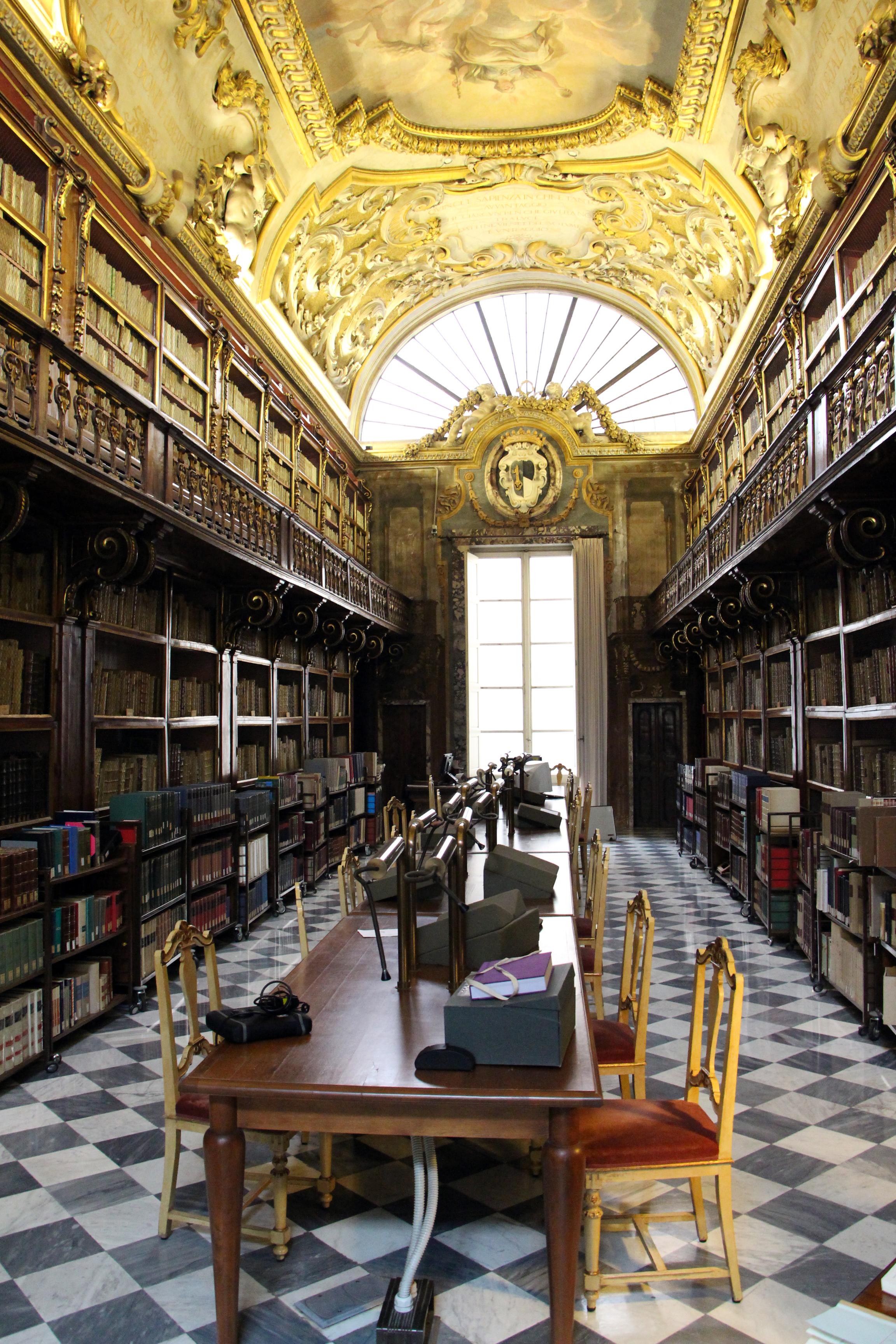
Читальный зал Риккардианской библиотеки

Риккардианская библиотека (лат. Biblioteca Riccardiana) — библиотека во Флоренции, Италия. С 1670 года находится во дворце Медичи-Риккарди на Виа Ларга (ныне Виа Кавур). Для публичного доступа была открыта в 1715 году, а с 1815 года относится к Академия делла Круска. В том же здании находится также Моренианская библиотека.
Основана в 1600 году Риккардо Риккарди (1558—1612) как личная библиотека его семьи. Стремление семьи Риккарди создать собственную библиотеку соответствовало обычной практике богатых и знатных семей эпохи. Большой вклад в развитие собрания внесли сыновья маркиза Козимо Риккарди (1671—1751):
- Франческо (1697—1758), собрал личную библиотеку в Риме, куда переехал для церковной карьеры.
- Винченцо (1704—1752), наследник титула, поддерживал и расширял основное фамильное собрание, основанное Риккардо Риккарди и пополнявшееся последующими маркизами.
- Габриэлло (1705—1798, известный также как Субдекан), помимо небольшой коллекции на вилле Салетта, создал значительную частную библиотеку в своих апартаментах во флорентийском палаццо на Виа Ларга (дворец Медичи-Риккарди), сопоставимую с фамильной по объёму и качеству.
- Бернардино (1708—1778), также сформировал личные собрания на вилле Кава, в Casino di Empoli, на вилле Террафино и в своих апартаментах палаццо на Виа Ларга.

В библиотеке хранятся многие сокровища: копия «Естественной истории» Плиния, датируемая X веком, и автограф рукописи «Истории Флоренции» Никколо Маккиавелли. Также в библиотеке хранится ряд библейских манускриптов: Минускулы 368, 369 и 370.

## Галерея

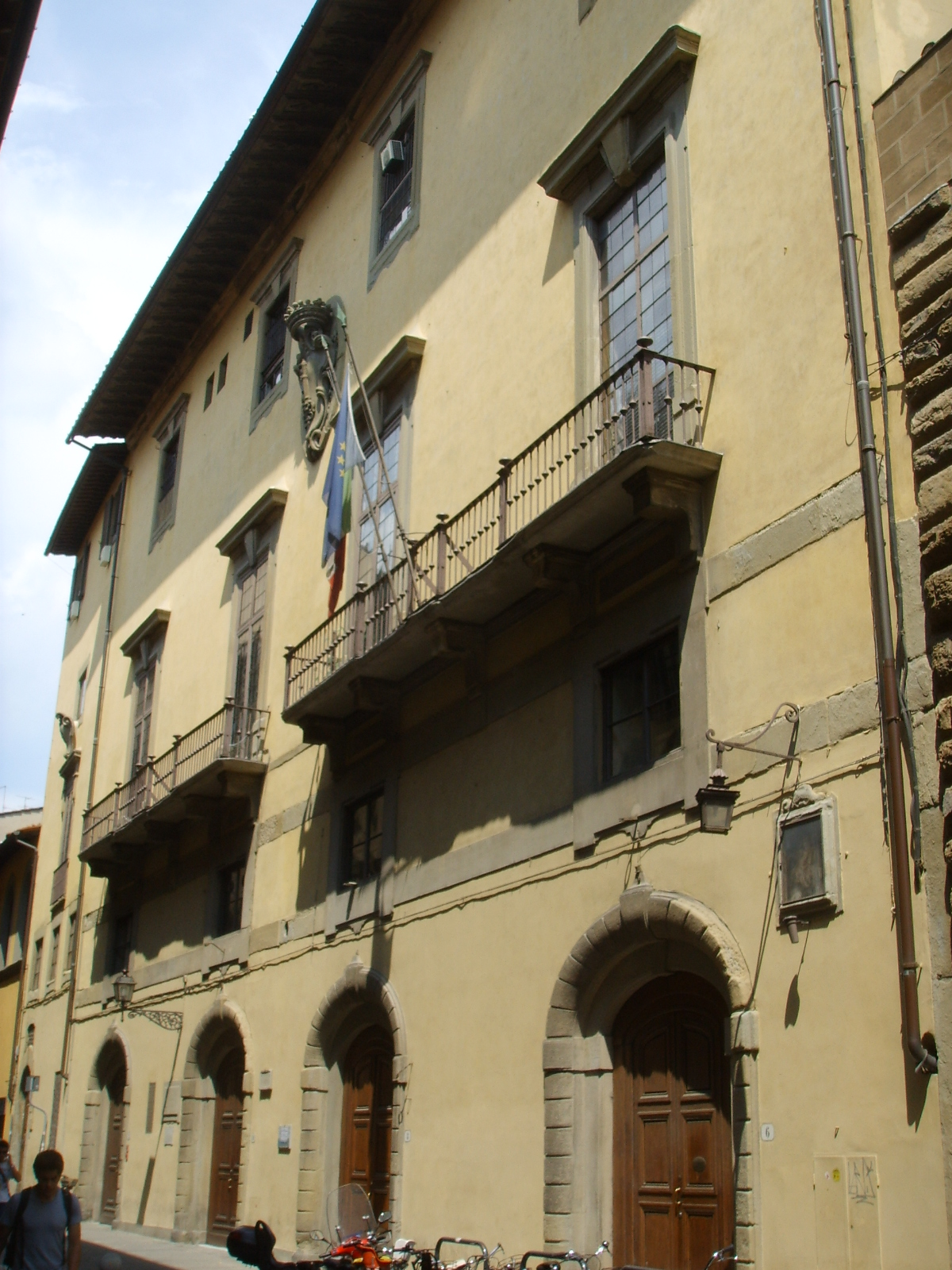
Вход в здание с Виа Джинори
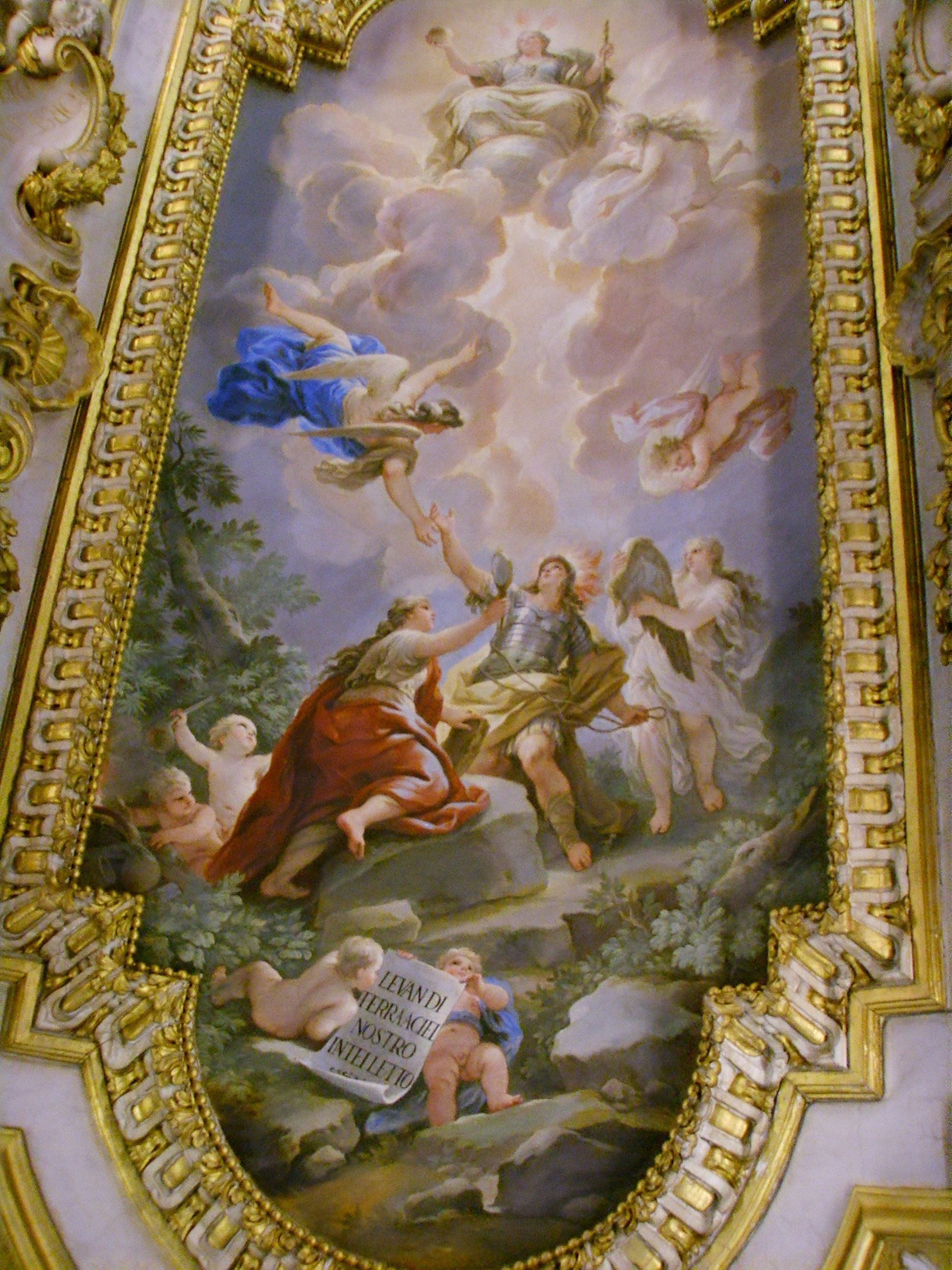
Лука Джордано. Апофеоз Медичи. Аллегория мудрости. 1684—1686. Фреска
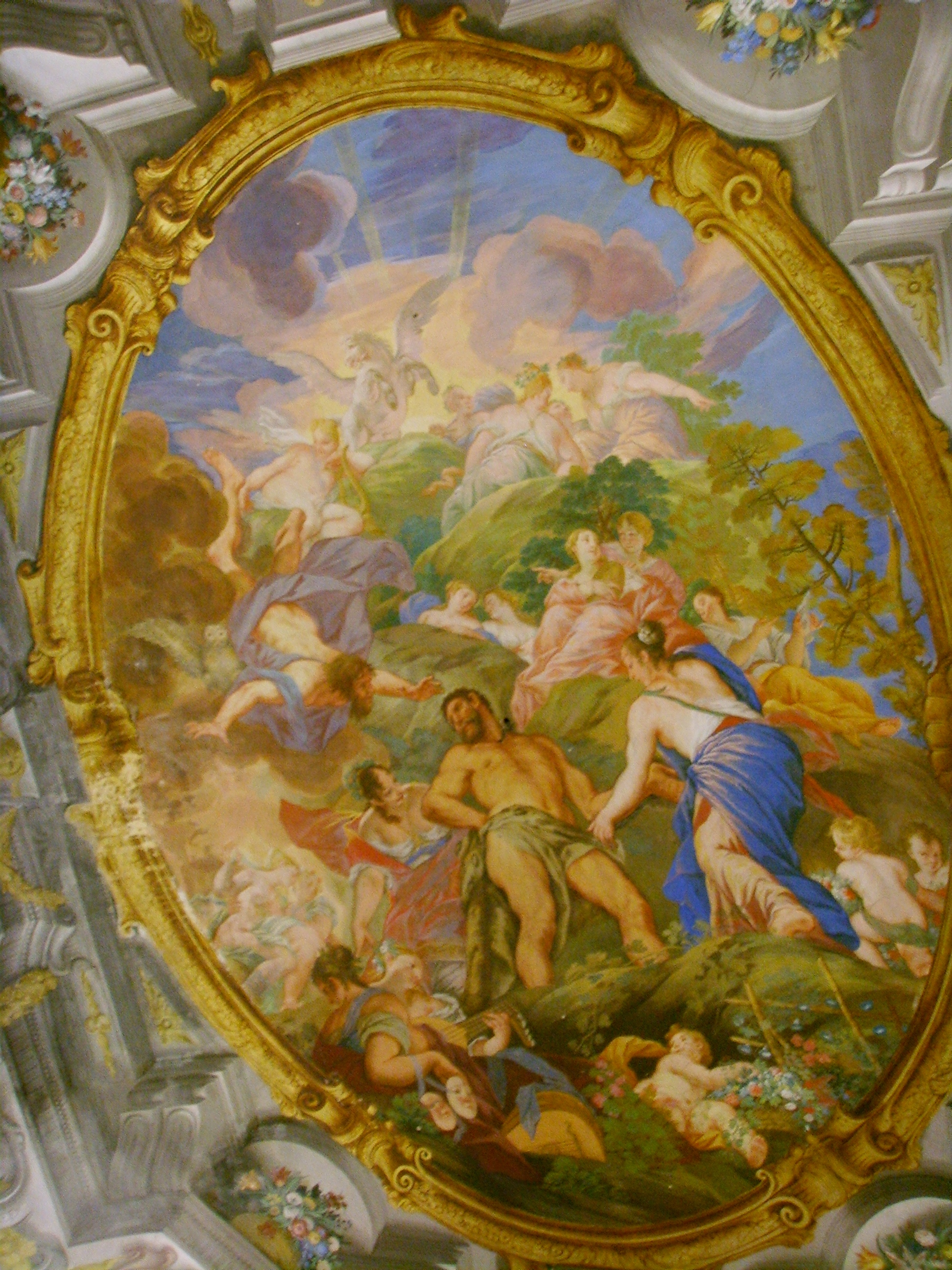
Лука Джордано. Аллегория силы. 1684—1686. Фреска